# Bernadette Jansma
Bernadette Maria Jansma-Schmitt (1965) is een van oorsprong Duitse neurowetenschapper. Zij is hoogleraar cognitieve neurowetenschappen van taal aan de Universiteit van Maastricht. Jansma heeft meer dan honderd artikelen gepubliceerd, vooral op het gebied van taalproductie, maar ook op andere gebieden.

## Opleiding en carrière
Jansma (destijds Schmitt) kreeg haar middelbare schoolopleiding in Wolfsburg, aan het Ratsgymnasium. Daarna werkte ze enige tijd bij Volkswagen. Ze studeerde psychologie aan de Technische Universiteit Braunschweig van 1987 tot 1993.
Jansma promoveerde in 1997 aan het Max Planck Instituut voor Psycholinguïstiek, op een onderzoek naar taalproductie.
Sinds 1998 werkt zij aan de faculteit Psychologie en Neurowetenschappen (Faculty of Psychology and Neuroscience, FPN) van de Universiteit van Maastricht. Enkele van Jansma's onderzoeksprojecten betreffen elektrofysiologisch onderzoek bij taalproductie en de wisselwerking tussen semantiek (betekenis), syntax (zinsbouw) en het kortetermijngeheugen. Zij heeft diverse onderwijslijnen opgezet, zoals de graduate school EU Marie Curie Initial Training Network NeuroPhysics, de onderzoeksmaster Cognitieve en klinische neurowetenschappen, en tevens het NWO graduate program Methods in Neuroimaging. Zij begeleidde tot 2024 minstens zes promovendi.

## Onderzoek
Het onderzoek van Jansma is gericht op processen in de hersenen, waarbij ze vaak neuroimaging gebruikt, beeldvorming van wat er in de hersenen gebeurd. Ze interesseert zich vooral voor wat er gebeurt als mensen elkaar begrijpen. Als mensen elkaar begrijpen, vertonen ze beiden een patroon van hersengolven dat op elkaar lijkt.

## Overige professionele activiteiten
Van 2009 tot 2016 was Jansma decaan van de Faculteit Psychologie en Neurowetenschappen en van 2016 tot 2018 vervulde zij een soortgelijke positie als decaan bij de Faculteit Geesteswetenschappen en Wetenschappen, beide aan de Universiteit van Maastricht.
Jansma is bestuurslid van het University College Maastricht (UCM), Systemsbiology, BrainsUnlimited en Science/Msp/UCV; ook is Jansma directeur van de 5 masterprogramma's aan FPN. Tevens is Jansma associated editor van Europe's Journal of Psychology
in 2024 werd Jansma benoemd tot voorzitter van de Raad van toezicht van het Donders Institute for Brain, Cognition and Behaviour aan de Radboud Universiteit in Nijmegen. 

## Onderscheidingen en prijzen
Jansma ontving onder andere een NWO Aspasia Grant, hetgeen resulteerde in een publicatie met de titel Neural aspects of cohort-size reduction during visual gating. Visual gating is de manier waarop de hersenen selectief visuele informatie doorlaat of juist blokkeert. Daarmee wordt bepaald welke visuele prikkels belangrijk zijn, terwijl andere worden genegeerd. Dit helpt om zich te concentreren op wat relevant is in een bepaalde situatie.